# محمود ردايدة
محمود ردايدة (26 مايو 1983 - ) هو كاتب أغاني أردني، عازف غيتار ومغني ومنتج موسيقي. اشتهر بعد تأسيس فرقة الروك العربية «جدل».

## النشأة
في سن الحادية عشر بدأ العزف على الجيتار بعد شقيقه الأكبر، ثم شكل أول فرقة له في سن الرابعة عشر.

## فرقة جدل
في عام 2003 قام محمود ردايدة بتشكيل فرقة جدل والتي كانت آنذاك واحدة من فرق الروك العربية الرائدة في المنطقة العربية. لعب الردايدة قيادة الفرقة وقام بأكثر من دور بما في ذلك كتابة الأغاني وعزف الجيتار، والإنتاج وفي وقت لاحق أصبح مغني (2012 إلى الوقت الحاضر).
بدأ كتابة الأغاني بتأليف أغلب كلمات ألبوم جدل الأول، الصخور العربية، مثل أغنية «سلمى»، والتي ألفها لابنة أخته قبل ولادتها، وطلب من أخته أن تسميها سلمى، تم إصدارها كأغنية منفردة لأول مرة في عام 2007؛ ساعدت الأغنية الفرقة في الحصول على اعتراف وطني وإقليمي بعد إطلاقها، قامت الأغنية بإعادة ترتيب النجاح بعد أن كانوا قد اطلقوا قبلها الأغنية الأولى لهم «كل ما أقول التوبة» من عبد الحليم حافظ، والتي صدرت من الفرقة في عام 2004. وفي وقت لاحق «سلمى» والعديد من المؤلفات الأخرى التي شكلها الردايدة.
في عام 2012 تعاون ردايدة مع موسيقيين لتسجيل وإصدار مؤلفاته في ألبوم آخر، «المكينة» والذي تم إصداره في 29 ديسمبر 2012 ويحتوي على أغانٍ ناجحة، مثل: «أنا بخاف من الالتزام» و«المكينة»، كلاهما ساعدت جدل على كسب اعتراف أكبر وتوسيع قاعدة المعجبين بهم.
في عام 2016 كتب محمود ردايدة وأنتج ألبوم «مليون» وكان دوره فيه كمغني وحيد لأول مرة في حياته المهنية، وكذلك جميع الغيتارات وبعض لوحات المفاتيح.